# Lago Breites Wasser
El lago Breites Wasser (en alemán: Breites Wassersee) es un lago situado en el distrito rural de Osterholz —a pocos kilómetros al norte de la ciudad de Bremen—, en el estado de Baja Sajonia (Alemania).
El lago es una reserva natural y muchas aves raras anidan en su área, y también colonias de gaviotas. En otoño y primavera, es destino de paso de muchas aves migratorias.